# Masanori Hino
Masanori Hino (* 1971) ist ein japanischer Mathematiker, der sich mit Wahrscheinlichkeitstheorie und Analysis befasst.
Masanori Hino wurde 1998 bei Ichiro Shigekawa an der Universität Kyōto promoviert (Spectral properties of Laplacians on an abstract Wiener space with a weighted Wiener measure) Er ist Professor an der Universität Kyoto.
Er befasst sich unter anderem mit stochastischer Analysis und Geometrie (Fraktale).
Hino erhielt 2016 mit Keisuke Hara den Senior Berwick-Preis für eine gemeinsame Arbeit über den Beweis einer neoklassischen Ungleichung von Terence Lyons.
2011 erhielt er den Analysis-Preis der Japanischen Mathematischen Gesellschaft.

## Schriften (Auswahl)
- Martingale dimensions for fractals, Ann. Probab., Band 36, 2008, S. 971–991. Arxiv
- mit Jose A. Ramírez, Small-time Gaussian behavior of symmetric diffusion semigroups, Ann. Probab., Band 31, 2003, S. 1254–1295.
- On singularity of energy measures on self-similar sets, Probab. Theory Related Fields, Band 132, 2005, S. 265–290, Teil 2 mit Kenji Nakahara, Bull. London Math. Soc., Band 38, 2006, S. 1019–1032.
- Energy measures and indices of Dirichlet forms, with applications to derivatives on some fractals, Proc. London Math. Soc., Band 100, 2010, S. 269–302. Arxiv
- Dirichlet spaces on H-convex sets in Wiener space, Bull. Sci. Math., Band 135 2011, S. 667–683. Arxiv
- Upper estimate of martingale dimension for self-similar fractals, Prob. Theory and Related Fields, Band 156, 2013, S. 739–793, Arxiv
- Measurable Riemannian structures associated with strong local Dirichlet forms, Math. Nachr., Band 286, 2013, S. 1466–1478, Arxiv
- Indices of Dirichlet forms, Sugaku Expositions, Band 30, 2017, S. 187–205